# Сун Инсин
Сун Инси́н (кит. трад. 宋應星, упр. 宋应星, пиньинь Sòng Yìngxīng, 1587 — 1666) — китайский учёный-энциклопедист и мыслитель времён империи Мин.

## Биография
Родился в 1587 году в уезде Фэнсинь провинции Цзянси. Его дед Сун Цзин перед смертью возглавлял цензорат (1546-1547), старший брат Сун Иншэн в 1615 году, как и Сун Инсин, который получил средний ученую степень цзюйжэнь, был главой Гуанчжоуской области. Сун Инсин шесть раз принимал участие в столичных экзаменах в Пекине на высшую ученую степень, но так и не стал цзиньши, после чего сосредоточился на практических вопросах.
Много путешествовал по стране для сбора сведений о сельском хозяйстве, промышленности, экономике и политике. В 1635-1638 годах преподавал в школе уезда Фэньи. В 1638 году был назначен судебным интендантом Тинчжоуской управы провинции Фуцзянь, где прослужил до 1640 года.
С 1641 года руководил Бочжоуской областью (на территории современной провинции Аньхой). После начала завоевания Китая маньчжурами в 1644 году отошел от дел и дома вел жизнь отшельника. Умер в 1666 году.

## Научная деятельность

### Экономика
Сун Инсин предлагал реформы для предотвращения кризиса в обществе. По его мнению, богатство создается производительными силами, и деньги не должны быть его мерилом. Общество достигнет благоденствия при большем производстве товаров потребления. В некоторых положениях его идеи совпадали с идеями Адама Смита.

### Естествознание
Сун Инсин пояснял происхождение и существование всех вещей с помощью теории Большой пустоты единой субстанции—ци и структурировал ее в телесные формы сил инь—ян и пяти элементов (стихий). Он указывал на сходство между живым и неживым, исходя из единства составляющей их ци. Близко подошел к принципу сохранения материи. Занимался изучением акустики и замечал, что распространение звука происходит за счет волнообразной вибрации воздушной среды.

### Астрономия
Сун Инсин писал про постоянную естественную изменчивости небесных объектов и критиковал традиционную теорию, по которой солнечные затмения коррелятивно связаны с человеческими делами.

### Тянь гун кай у
Она представляет собой прекрасно иллюстрированную энциклопедию из трех цзюаней и 18 глав (пянь). Она включает 123 снабженных пояснительным текстом ксилографий и 33 разделов с подробным описанием сельского хозяйства, ремесел и промыслов: выращивание зерна, шелководства, ткачества, окрашивания, добычи соли, производства сахара, растительного масла и вина, керамического и фарфорового производства, обработки нефрита и металлургии, изготовления бумаги и чернил, добычи угля, судостроение и проч. Много внимания уделено техническим достижениям и фактическим данным о металлах, солях, глинк, известняках, галунах и других видах производственного сырья, а также всего, что связано с разведкой, горным делом и методами переработки полезных ископаемых.

## Произведения
Написал более десятка книг, из которых сохранилось только пять: «Е» («Неофициальные обсуждения»), «Лунь ци» («Суждения о пневме-ци»), «тянь Тань» («Беседы о небе»), «Сы лянь ши» («Поэма о замыслах и сожалению») и «Тянь гун кай у» («Раскрытие природных вещей, явленных небом», (другой перевод — «Использование даров неба (природы)»). Первая создана в 1636 году, остальные — в 1637 году. Утеряны такие произведения, как фонологический «Хуа инь гуй чжэн» («Возвращение к правильному изображению звуков»), «Мей ли цзянь» («Объяснение большой пользы»), «Чжи янь ши чжун» («Десять замысловатых речей»).